# Zdrój Józef

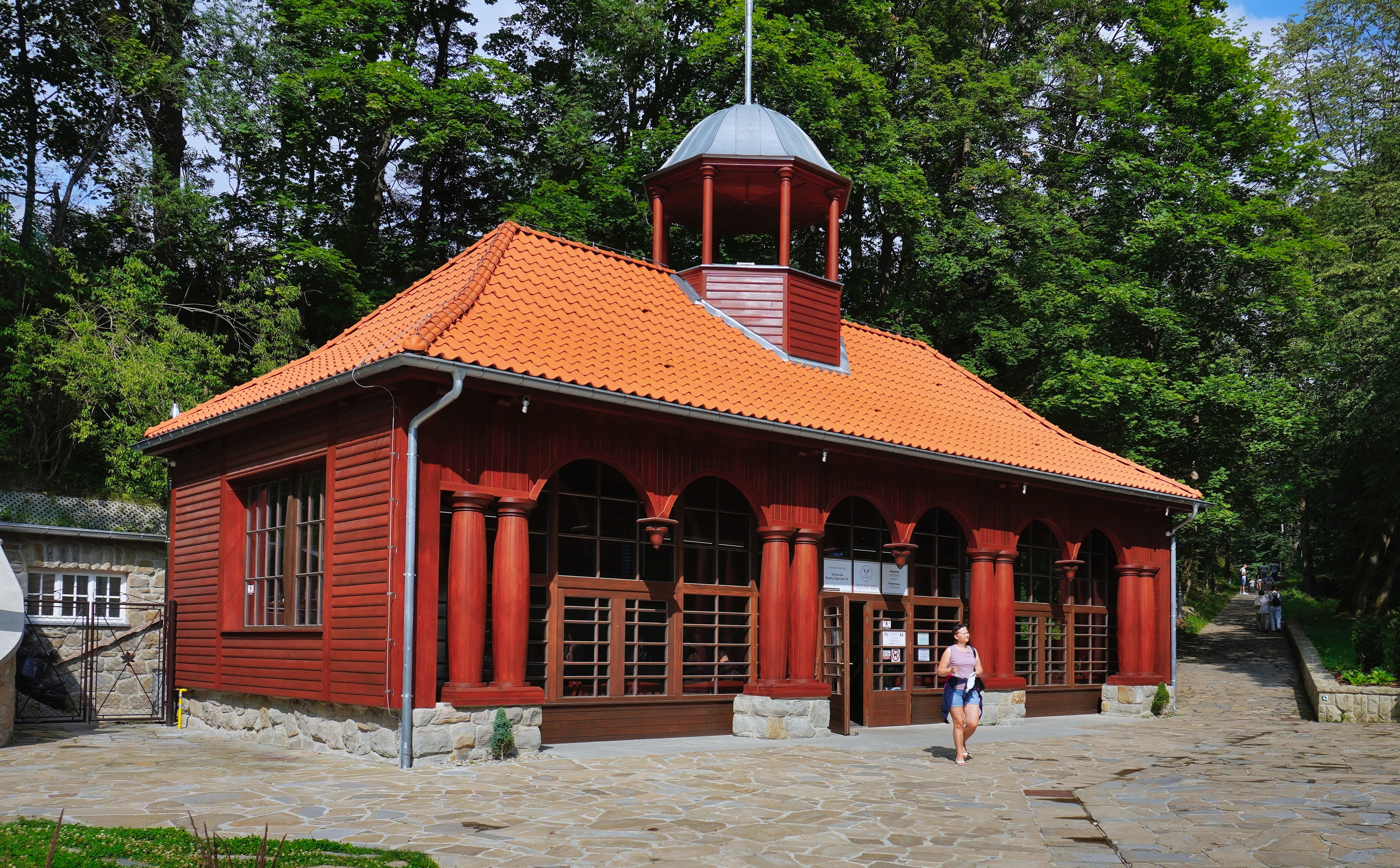
Pijalnia Jana w Krynicy-Zdroju, gdzie dostępna jest również woda „Józef”

Józef – mineralna woda lecznicza, czerpana ze Zdroju Józef, umiejscowionego w Krynicy-Zdroju, będąca szczawą wodorowęglanowowapniową o silnie moczopędnym charakterze. 
Woda ta, ze względu na swój skład i charakterystykę, jest wykorzystywana w procesie leczenia krenoterapeutycznego, u osób cierpiących na choroby nerek, dróg moczowych i niedokrwistości.

## Pijalnia
W Parku Zdrojowym w Krynicy-Zdroju, w bocznej alejce od Bulwarów Dietla, idącej w kierunku dolnej stacji kolejki szynowej, prowadzącej na Górę Parkową, znajduje się drewniany budynek o nazwie „Pijalnia Jana”, w którym oprócz wody mineralnej „Józef”, udostępnione są dla kuracjuszy i turystów także woda mineralna „Jan” i „Zuber”.